# Vincenzo Maenza
Vincenzo Maenza (Imola, 2 maggio 1962) è un ex lottatore italiano, pluricampione olimpico.

## Biografia
Specialista della lotta greco-romana, iniziò a gareggiare a tredici anni e a sedici già faceva parte della nazionale maggiore. Prese parte a quattro edizioni dei Giochi olimpici, vincendo due medaglie d'oro (Los Angeles 1984 e Seoul 1988) e una d'argento a Barcellona nel 1992.
Soprannominato "Pollicino" per la bassa statura, ottenne inoltre due medaglie d'argento ai campionati mondiali (a Colorado Springs nel 1980 e a Clermont-Ferrand nel 1989) e si laureò campione europeo nel 1987 a Tampere (nella categoria 48 kg). Conquistò sei titoli italiani nella categoria dei 48 kg e sette in quella dei 52 kg. Trionfò anche ai Giochi del Mediterraneo del 1987 in Siria (bronzo nel 1991 ad Atene) e ai mondiali militari. Nel 1994 si infortunò gravemente al ginocchio procurandosi una lesione del legamento, che lo costrinse al ritiro definitivo dalle competizioni.
Dopo il ritiro è divenuto allenatore presso il Club Atletico Cisa di Faenza dove ha allenato Andrea Minguzzi.

## Palmarès
1978 - 2º Posto Torneo MEC Olanda
1979 - Argento ai Giochi del Mediterraneo a Spalato
1981 - Bronzo Europeo - Bursa
1982 - Oro mondiale - Caracas
1983 - Oro ai Giochi del Mediterraneo a Casablanca
1984 - Oro olimpico Los Angeles
1984 - 1º Posto Coppa CEE Atene
1984 - Bronzo europeo in Svezia
1985 - Oro Supercampionato del Mondo a Tokyo
1986 - Bronzo europeo in Atene
1987 - Oro europeo a Tampere
1987 - Oro ai Giochi del Mediterraneo in Siria
1987 - Argento mondiale in Francia
1988 - Oro olimpico Seoul
1989 - 2º Posto Festival mondiale - Colorado
1991 - Bronzo ai Giochi del Mediterraneo
1992 - Argento olimpico Barcellona

## Riconoscimenti
Il 7 luglio 2021, una targa con il suo nome è stata inserita nel percorso Walk of Fame dello sport italiano al parco olimpico del Foro Italico a Roma, riservato agli sportivi italiani che si sono distinti per i risultati ottenuti in campo internazionale.